# Puliciphora edaphomyia
Puliciphora edaphomyia är en tvåvingeart som beskrevs av Ronald Henry Lambert Disney 2005. Puliciphora edaphomyia ingår i släktet Puliciphora och familjen puckelflugor. Inga underarter finns listade i Catalogue of Life.